# Іванівський (Вигоницький район)
Іванівський (рос. Ивановский) — селище в Вигоницькому районі Брянської області Російської Федерації.
Населення становить 9 осіб. Входить до складу муніципального утворення Хмелевське сільське поселення.

## Історія
Від 2005 року входить до складу муніципального утворення Хмелевське сільське поселення.

## Населення
| 2010 | 2013 |
| ---- | ---- |
| 9    | →9   |